# Ty Harden
Robert Tyrel "Ty" Harden (Junction City, 6 maart 1984) is een Amerikaans professioneel voetballer. In 2015 verruilde hij San Jose Earthquakes voor Chicago Fire.

## Clubcarrière
Harden werd als zevenentwintigste gekozen in de MLS SuperDraft 2007 door Los Angeles Galaxy. Zijn competitiedebuut maakte hij op 8 april 2007, tegen Houston Dynamo. Hij speelde in zijn eerste professionele jaar in vierentwintig competitiewedstrijden voor Los Angeles. In februari van 2008 maakte hij bekend dat hij al na één jaar stopte met professioneel voetbal. Hij besloot te gaan werken bij een charitatieve instelling en zijn school af te maken bij de Universiteit van Washington. 
Ondanks dat hij gestopt was met professioneel stuurde Los Angeles zijn MLS–rechten op 13 januari 2009 naar Colorado Rapids. Inruil daarvoor kreeg Los Angeles een keuze in de derde ronde van de MLS SuperDraft 2009. Na de draft werd bekendgemaakt dat Harden zal terugkeren in de MLS om bij Colorado Rapids te spelen. Voor Colorado speelde hij slechts zeven competitiewedstrijden. Op 10 februari 2010 werd hij naar Toronto FC gestuurd. Na drieënveertig competitiewedstrijden bij Toronto te hebben gespeeld, verliet hij de club op 15 november 2012. Via de 'MLS Re–Entry Draft 2012' kwam Harden terecht bij San Jose Earthquakes. Zijn eerste competitiedoelpunt maakte hij op 23 maart 2015 tegen Chicago Fire. Op 26 juni 2015 werd Harden naar Chicago Fire gestuurd, inruil voor Quincy Amarikwa.